# Carsten Lakies
Carsten Lakies (* 8. Januar 1971 in Kassel) ist ein ehemaliger deutscher Fußballspieler und gegenwärtiger -trainer.

## Karriere

### Spieler
Nachdem Lakies vom fünften bis zum 18. Lebensjahr die Jugendabteilungen des KSV Hessen Kassel durchlaufen hatte, rückte er zur Saison 1989/90 in die erste Mannschaft auf, für die er in der 2. Bundesliga seine ersten beiden Einsätze im Profibereich bestritt: am 2. Mai 1990 (34. Spieltag) bei der 0:2-Niederlage im Auswärtsspiel gegen die SG Wattenscheid 09 – mit Einwechslung in der 80. Minute für Claus Schäfer – und am 5. Mai 1990 (35. Spieltag) beim 1:1 im Heimspiel gegen den SV Meppen. Am Ende der Saison stand der Abstieg in die Oberliga Hessen fest. In dieser spielte Lakies von 1989 bis 1994, zunächst ein Jahr für den FSV Frankfurt, danach für den SV Darmstadt 98, mit dem er sich 1993/94 für die neue Regionalliga Süd qualifizierte und in dieser bis 1996 für Darmstadt 98 spielte.
In der Saison 1996/97 stand er im Kader des FC Bayern München, für den er nur einmal zum Einsatz kam. Am 10. Mai 1997 (31. Spieltag) wurde er beim 0:0 im Heimspiel gegen den SC Freiburg in der 80. Minute für Jürgen Klinsmann eingewechselt, bei dessen Wut über seine Auswechslung der berühmte „Tonnentritt“ – in der Werbetonne von Sanyo blieb ein Loch – folgte. Am Ende der Saison gewann er mit der Mannschaft die Meisterschaft. Mit vollzogenem Wechsel an die Spree kam er bei Hertha BSC zu drei weiteren Bundesliga-Einsätzen und einem im DFB-Pokal-Wettbewerb.
Weitere Stationen folgten in der Regionalliga Süd (1998–1999), 2. Bundesliga (1999–2001), der Regionalliga Süd (2001–2004) und zuletzt in der Oberliga Hessen (2004–2008). Seit 2015 spielt Lakies in der Kreisoberliga Hofgeismar-Wolfhagen.

### Trainer
In der Saison 2007/08 stürmte Lakies für den KSV Baunatal und sammelte als Co-Trainer nebenbei erste Erfahrungen an der Linie. Im April 2008 übernahm Lakies dann das Amt des Cheftrainers beim KSV Baunatal. In der Saison 2010/11 trainierte er dann den niedersächsischen Landesligisten SVG Göttingen 07. Lakies verließ die finanziell arg gebeutelten Göttinger jedoch im Laufe der Rückrunde und übernahm im April 2011 das Traineramt beim hessischen Verbandsligisten FSC Lohfelden und führte ihn zur Meisterschaft und damit in die Hessenliga. Mit dem neunten Tabellenplatz sicherte er dem Verein ein weiteres Jahr in der fünfthöchsten Spielklasse. In der Saison 2013/14 wurde er nach dem Absturz auf einen Abstiegsplatz im Oktober 2013 entlassen.
Von Juni 2014 bis September 2014 war Lakies gemeinsam mit Marco Pezzaiuoli im Trainerteam beim japanischen Erstligisten Cerezo Osaka. Von zwölf Spielen hatte man viermal unentschieden gespielt und acht Spiele verloren, weshalb beide Trainer auch aufgrund der sprachlichen Barrieren entlassen wurden. In der Saison 2015/16 trainierte er die U-19-Nachwuchsmannschaft des SV Babelsberg 03 in der A-Junioren-Regionalliga Nordost.

## Statistik
- Bundesliga: 4 Spiele
- 2. Bundesliga: 30 Spiele (1 Tor)
- Regionalliga: 197 Spiele (61 Tore)
- Oberliga Hessen: 174 Spiele (53 Tore)

## Curiosum
Lakies berichtete später, dass sein Trainer beim FC Bayern München, Giovanni Trapattoni, ihm folgenden Kniff beim Stoppen des Balles beigebracht habe, den er so vorher noch nicht verinnerlich hatte: „Lakies, der Ball isse keine Motorrad, isse Feder.“ Danach habe er es endlich gekonnt.

## Sonstiges
Lakies gehört dem All-Star-Team des FC Bayern München an.